# Double Commander
Double Commander è un file manager ortodosso (OFM, Orthodox File Manager) a interfaccia grafica (GUI) scritto per i seguenti sistemi operativi: Windows (32,64 bit), Linux (32,64 bit - disponibile in due versioni: GTK e Qt), macOS (32,64 bit) e FreeBSD.
Double Commander è stato concepito per essere un'alternativa libera e multipiattaforma agli altri file manager. È stato scritto con l'ambiente di sviluppo integrato Lazarus e compilato con Free Pascal, anch'essi software open source.
La dimensione del programma eseguibile va dagli 8 agli 11 MB (Megabyte) a seconda della versione usata.
Lo stile grafico e il funzionamento del programma sono ispirati a quelli di Total Commander, ma rispetto ad esso sono state aggiunte nuove caratteristiche che lo contraddistinguono. Alcune di queste sono: l'ordinamento indistinto delle cartelle e dei file fra loro, possibilità di impostare uno strumento di comparazione file (diff) esterno, un pulsante (simbolo grafico della tilde) che se premuto porta alla home directory dell'utente, creazione di hard link e altre funzionalità od opzioni aggiuntivi.
La lista delle caratteristiche del programma si trova nella homepage del sito Web o nella pagina del progetto su Sourceforge
.
Double Commander supporta i plugin di Total Commander WCX, WDX, WFX, WLX.
Esso usa anche un proprio tipo di plugin, il tipo DSX, che è stato pensato per aggiungere ulteriori algoritmi di ricerca o permettere l'uso di strumenti esterni come il comando locate dei sistemi Unix e Unix-like.
Il programma è disponibile anche come applicazione portabile per Windows e Linux.
Dal momento che l'idea del programma deriva dalla struttura di Total Commander, molto spesso gli utenti fanno un confronto fra le caratteristiche dell'uno e dell'altro file manager.
Molte popolari funzioni di Total Commander non sono ancora state realizzate, fra cui: sincronizzazione delle cartelle, gestione delle categorie nella lista delle cartelle preferite, visualizzazione della struttura ad albero delle directory, interfacciamento con sistemi operativi o servizi online famosi, altre piccole migliorie o richieste di caratteristiche aggiuntive fatte da parte degli utenti sul forum ufficiale.